# Uma Jolie
Uma Jolie (Fairbanks, California; 8 de abril de 1995) es una actriz pornográfica, DJ y modelo erótica estadounidense.

## Biografía
Nació en la localidad californiana de Fairbanks, en el Condado de El Dorado, en abril de 1995, en el seno de una familia de ascendencia mexicana, alemana, húngara y rumana. Se crio en Woodland Hills, uno de los distritos occidentales de Los Ángeles. Comenzó trabajando como vendedora para la cadena Abercrombie & Fitch, así como de bartender y estríper.
Fue descubierta por un agente a través de Facebook, en un momento en el que ella comenzaba a realizar algunas sesiones como modelo erótica. Debutó como actriz pornográfica en el verano de 2014, a los 19 años de edad. Su primera escena fue con una de sexo lésbico con la actriz Goldie Rush en la película Kissing Cousins 3.
Ha grabado para productoras como Bangbros, Digital Sin, Girlsway, Girlfriends Films, Wicked Pictures, Pure Taboo, Erotica X, Nubiles, Zero Tolerance, Sweetheart Video, Vixen, Reality Kings, Brazzers o Jules Jordan Video, entre otras. Decidió tomarse un retiro de ocho meses, en los que estuvo apartada de la pornografía, volvió finalmente en otoño de 2015. Su nombre artístico es una mezcla de los nombres de Uma Thurman y Angelina Jolie.
Además de su faceta como actriz y modelo, Uma Jolie es también DJ, como otras actrices pornográficas como Brittany Andrews, Carter Cruise, Darcie Dolce o Samantha Bentley.
En febrero de 2017 fue elegida Pet of the Month de la revista Penthouse y Girl of the Month del portal Girlsway. Tres meses más tarde, la productora web Cherry Pimpsla proclamó Cherry of the Month. Además de estas consideraciones, un año más tarde la revista Hustler la nombró Hustler Honey del mes de julio de 2018, siendo su chica de la portada en dicho mes.
En 2018 recibió sus dos primeras nominaciones en el circuito de premios de la industria pornográfica. En los Premios AVN estuvo nominada al galardón a la Mejor escena de sexo en realidad virtual por Hey Big Spender, y en los Premios XBIZ a la Mejor escena de sexo en película vignette por Young Fantasies 2.
Ha aparecido en más de 190 películas como actriz.
Algunas películas suyas son A Soft Touch 3, Backseat Banging 2, Don't Break Me, Faces Covered 6, Goo Girls, Hot Lesbian Love 6, Lesbian Ass Eaters, Mom Swap, Party of Three 17, Strap-On Stories, The Candidate o Uma Jolie Unleashed.

## Premios y nominaciones
| Año  | Ceremonia         | Resultado | Premio                                    | Trabajo              |
| ---- | ----------------- | --------- | ----------------------------------------- | -------------------- |
| 2017 | Premios AVN       | Nominada  | Premio Fan: Culo más épico                | —                    |
| 2018 | Premios AVN       | Nominada  | Mejor escena de sexo en realidad virtual  | Hey Big Spender      |
| 2018 | Spank Bank Awards | Nominada  | Doctoral Degree in Dildology              | —                    |
| 2018 | Spank Bank Awards | Nominada  | VR Star of the Year                       | —                    |
| 2018 | Premios XBIZ      | Nominada  | Mejor escena de sexo en película vignette | Young Fantasies 2    |
| 2019 | Premios XBIZ      | Nominada  | Mejor escena de sexo en película tabú     | Converting My Sister |
| 2024 | Premios XBIZ      | Nominada  | Mejor escena de sexo en realidad virtual  | Classical Trio       |